# Høje-Taastrup
 Denne artikel handler om selve byen Høje-Taastrup. Ordet Høje-Taastrup bruges ofte også som en kort betegnelse for Høje-Taastrup Kommune.
Høje Taastrup eller Høje Tåstrup er en bydel i Taastrup og en satellitby til København. Bydelen er en del af Storkøbenhavn og ligger i Høje-Taastrup Kommune. Bydelen er vokset op i tilknytning til Høje-Taastrup Landsby med middelalderkirken Høje Tåstrup Kirke (opført 1050-1150) som centrum. Mod vest sammenvokset med Kraghave landsby. Øst for landsbyen ligger Gadehaveområdet, et boligområde bestående af ejerlejligheder, almennyttige lejligheder og rækkehuse bygget 1973-1982. Det store indkøbscenter City 2 fra 1975 ligger i områdets sydlige del.
Mellem Gadehaveområdet og City 2 ligger Høje Taastrup Station, der blev indviet i 1986, først til S-tog, et par år senere også med fjerntog. Der går tog både til Jylland og Tyskland derfra. Fra stationen er der også busforbindelserne til de mindre byer i kommunen. Mellem City 2 og stationen blev en 1 km lang skateboardbane åbnet i 2021.
Kommunens rådhus (bygget først i 1980'erne) ligger umiddelbart nordøst for landsbyen. Det skulle markere, at kommunens tyngdepunkt var flyttet til Høje Taastrup i stedet for Taastrup.[kilde mangler]
I kort afstand fra stationen ligger Høje-Taastrup Gymnasium. Her udbydes både stx- og hf-uddannelse og talrige af studieretninger.
Siden 2013 har DSB haft hovedkvarter i Telegade 2 i Høje Taastrup.

## Navn
Taastrup, kendt som Thorstenstorp siden 1150, betyder "Thorstens udflytterbebyggelse".

### Skrivemåde
Stednavneudvalget har autoriseret skrivemåden Høje Taastrup.
Retskrivningsreglerne fastlægger at "Det er altid korrekt at skrive danske stednavne med å". Høje Tåstrup er således korrekt og Tåstrup nævnes som eksempel på en korrekt skrivemåde.
Høje-Taastrup Kommune har besluttet[kilde mangler] at gå tilbage til den gamle skrivemåde Taastrup og at anvende bindestreg efter "Høje" i kommunens navn,[kilde mangler] men ikke i selve landsbyens navn.[kilde mangler] Kommunen har specifikke staveregler, der dog også bestemmer, at Retskrivningsordbogen skal følges.[kilde mangler]
I cirkulæret fra 1984 om anvendelse i statstjenesten af Å-å/Aa-aa i danske stednavne gives under visse omstændigheder "adgang til i statstjenesten at benytte Å-a/Aa-aa i danske stednavne"
parallelt med regler vedrørende personnavne. Se: Ålborg: Stavemåde Å/Aa. DSB, Vejdirektoratet og Banedanmark skriver "Høje Taastrup", men uden bindestregen.

## Historie
- 3000 f.Kr.: Stenalderbønder slår sig ned i området [7]
- 1050-1150: Høje Taastrup Kirke opføres [7] Høje Taastrup Kirke opført omkring 1050-1150.
- 1658: Corfitz Ulfeldt forhandler i Høje Taastrup præstegård betingelserne for Roskildefreden
- 1770'erne: Roskildevej mellem København og Roskilde går gennem landsbyens marker [4]
- 1975: City 2 færdigbygget [4]
- 1973-1982: Gadehaveområdet opbygges
- 1977: Arkitekt Jacob Blegvads og Claus Bonderups Høje Taastrup-plan deler den fremtidige udvikling i 4 byggeafsnit[8] Arkitekt for detailudformningen ved Claus Bonderup.
- 1980'erne, Høje-Taastrup Rådhus begyndes
- 1981: Høje-Taastrup Amtsgymnasium bygges [4]
- 1986: Høje Taastrup Station indvies, centrum for 1. etape Høje Taastrup Station fra 1986.
- 1986: Thors Tårn indvies 4. december [7]
- 1995: Den katolske Sankt Pauls kirke indvies 5. juni [7]
- 2010: Høje Taastrup vandt prisen som årets idrætskommune.

## Venskabsbyer
- Valmiera
- Ängelholm
- Oldenburg